# 匹茲堡 (內華達州)
匹茲堡（英語：Pittsburg）是位於美國內華達州蘭德縣的鬼鎮。

## 歷史
匹茲堡的郵局於1888年設立，其後於1900年停運。

## 地理
匹茲堡所處的海拔為高於海平面1869米（即6132英呎），而該地所採用的時區為UTC-8，即太平洋时区（PST）。同時該地設有夏令時間，為UTC-8調快一小時，即UTC-7（PDT）。